# 梅普爾格羅夫 (密歇根州本西縣)
梅普爾格羅夫（英語：Maple Grove）是位於美國密歇根州本西縣的一個普查規定居民點。

## 人口
根據2020年美國人口普查的數據，梅普爾格羅夫的面積為0.91平方千米，當中陸地面積為0.91平方千米，而水域面積為0.00平方千米。當地共有人口139人，而人口密度為每平方千米152.75人。